# Astris
Astris także Asterja (gr.  Αστρις; Αστεριη trb. Astris; Asteriê) – w mitologii greckiej jedna z Heliad, córka boga Heliosa i okeanidy Klimene, siostra Faetona. Istnieje też wersja wg której matką jej była okeanida Keto. Była żoną boga indyjskiej rzeki Hydaspesa. Mieli syna Deriadesa, króla Indii.

## W kulturze
- Nonnos z Panopolis, Dionysiaca
- Publiusz Papiniusz Stacjusz, Tebaida